# Niknąca Łąka
Niknąca Łąka – teren w Sudetach Środkowych w Górach Stołowych w województwie dolnośląskim położony między Praskim Traktem i Krzywą Drogą. Obecnie to polana śródleśna w Parku Narodowym Gór Stołowych przecięta ścieżką dydaktyczną pt. „Niknąca Łąka". Przed utworzeniem parku narodowego w 1993 obszar ten chroniony był jako rezerwat przyrody. 

## Położenie
Położony na wysokości 720 m n.p.m. w Dolinie Czerwonej Wody, na terenie Parku Narodowego Gór Stołowych na wschód od Karłowa, między południowo-zachodnią krawędzią pasma Skalnych Grzybów a rezerwatem Wielkie Torfowisko Batorowskie po południowo-zachodniej stronie.

## Charakterystyka
Obszar to duża niekoszona łąka na torfowisku wysokim powstałym na mokradle ombrogenicznym ze zbiorowiskiem roślinności łąkowej i torfowiskowej. Obszar chroniony „Niknąca Łąka” utworzono głównie dla ochrony naturalnego torfowiska wysokiego z sosną błotną oraz dla zachowania naturalnego zbiorowiska roślinności i rzadkich gatunków owadów chronionych. Obszar służy dla celów naukowych, dydaktycznych i krajobrazowych. Jest to typ torfowiska wysokiego nazywanego mszarem, które rozwijają się na obszarach bezodpływowych zasilanych przez wody opadowe, cechują się ubogą w gatunki roślinnością, której charakterystycznym składnikiem są mchy i torfowce, tworzące gęste darnie rosnące tu w różniących się warunkami wodnymi zespołach kępkowych i dolinkowych. W rezerwacie znajduje się flora i fauna obszarów torfowiskowych występująca w Górach Stołowych. Obok pospolitych roślin torfowiskowych, jak wełnianka pochwowata, wełnianka wąskolistna, czy żurawina błotna, występuje bagno zwyczajne, turzyca nitkowata, turzyca skąpokwiatowa, modrzewnica północna, które w Polskiej czerwonej księdze roślin ujęte są jako rośliny zagrożone wyginięciem. Na terenie Niknącej Łąki rośnie także widłak jałowcowaty podlegający ochronie ścisłej. Najbardziej zagrożonym gatunkiem spośród roślin naczyniowych na tym torfowisku jest obecnie sosna błotna. Przez teren Niknącej Łąki przechodzi razem z żółtym szlakiem turystycznym ścieżka dydaktyczna o długości 400 m, z której widoczny jest sposób powstawania torfowiska wysokiego oraz jego budowa.

## Powstanie
Torfowisko powstało w miejscu gromadzenia się wód opadowych na nieprzepuszczalnym podłożu, któremu sprzyjała budowa geologiczna i rzeźba terenu, dla której niezwykle charakterystyczna jest rozległa płaszczyzna zrównań z naturalnymi zagłębieniami terenu. Płaska wierzchowina środkowego stopnia zrównania uszczelniona zwietrzeliną drobnoziarnistych mułowców sprzyjała gromadzeniu się wód opadowych w zagłębieniach terenu i rozwojowi roślinności torfowiskowej i tworzeniu się torfu.

## Wpływ człowieka
W wyniku działalności człowieka na torfowisku "Niknąca Łąka" występuje duża populacja rozrastającego się świerka, która na przełomie XIX i XX wieku, po przeprowadzeniu melioracji i osuszeniu została sztucznie wprowadzona. W wyniku tych zabiegów torfowisko "Niknąca Łąka" uległo zniszczeniu i degradacji, torfowisko zaczęło zarastać zmniejszając swoją powierzchnię przez co utraciło cały szereg interesujących gatunków roślin. Naturalnie występującymi drzewami są jawor, grab, wiąz, buczyna zajmują one niewielką powierzchnię w wyniku wcześniejszej złej gospodarki leśnej. Obecnie podejmowane są działania w kierunku zmniejszenia liczebności świerka, a tym samym dla ratowania torfowiska oraz czynnej ekologicznej ochrony i zwiększenia bioróżnorodności torfowiska.